# Ahmad ben Ali Al Thani
Pour les articles homonymes, voir Ben Ali (homonymie) et Al Thani.
Ahmad ben Ali Al Thani (arabe : أحمد بن علي بن عبد الله بن جاسم بن محمد آل ثاني), né à Doha en 1917 et mort à Londres le 25 novembre 1977, est un émir du Qatar, au pouvoir de 1960 au 22 février 1972 où il vit l'indépendance de son pays le 3 septembre 1971.
Destitué en faveur de son cousin Khalifa ben Hamad Al Thani le 22 février 1972, il s'exile à Dubaï et meurt à Londres le 25 novembre 1977.

## Biographie
Ahmad ben Ali Al Thani est né à Doha, la capitale du Qatar, en 1920 en tant que 2e fils de Ali bin Abdullah Al Thani. Il a neuf frères et trois sœurs, bien que certaines sources affirment qu'il aurait dix frères.
Il devient émir du Qatar le 24 octobre 1960 après que son père, le cheikh Ali bin Abdullah Al Thani, a abdiqué en sa faveur. Cheikh Ahmad devient alors émir pendant les dernières années de protectorat britannique, supervisant le processus d'indépendance de 1971. Le jour de son avènement, son cousin cheikh Khalifa bin Hamad Al Thani est nommé héritier présomptif et vice-gouverneur. Le 22 février 1972, cheikh Khalifa profite d'un séjour de chasse de l'émir en Iran pour le déposer et prendre sa succession. Après le coup d'État, cheikh Ahmad vit en exil à Dubaï avec sa femme, fille du défunt souverain de Dubaï, et ses enfants[réf. nécessaire].
Cheikh Ahmad a assisté à de nombreux couronnements royaux, dont le couronnement d'Élisabeth II à l'abbaye de Westminster en 1953. 

### 1963: les mouvements de nationalisme arabe
En avril 1963, un groupe nationaliste connu sous le nom de Front de l'unité nationale est formé en réponse à un parent de cheikh Ahmad ouvrant le feu sur une manifestation nationaliste, tuant un manifestant. La manifestation avait été organisée par des travailleurs migrants du Yémen du nord qui soutenaient l'union de leur gouvernement avec la République arabe unie. La formation du groupe a été précipitée par la dissidence publique avec les styles de vie extravagants de la famille régnante et les longues absences de cheikh Ahmed à l'étranger. Cofondé par un riche homme d'affaires et un chef de tribu, le groupe a rapidement gagné en popularité parmi les nationalistes arabes, les sympathisants du Parti Baas et les travailleurs qataris. 
Ils organisent en 1963 un petit soulèvement sur le marché central de Doha au cours duquel ils présentent leurs revendications au gouvernement, entre autres la réduction du pouvoir de l'émir. Le gouvernement rejette toutes ces demandes et, dans une atmosphère tendue, de nombreux membres du Front de l'unité nationale sont arrêtés et détenus sans jugement. Cependant, cheikh Ahmad a accédé à certaines des revendications, telles que la fourniture de terres et des prêts aux agriculteurs pauvres.

### Réalisations économiques
Le gouvernement de Ahmad ben Ali Al Thani est témoin de la croissance des activités économiques du Qatar à la suite de la découverte d'un grand nombre de champs pétrolifères. En janvier 1964, la production à grande échelle commence dans le champ d'Idd al-Shargi, le premier champ de fond marin au monde à être exploité offshore. En 1963, le champ de Maydan Mahzam, plus grand, est découvert. En 1965, un terminal pétrolier est installé sur l'île de Halul. L'exploration du champ de Bul Hannien commence en 1965 et la production de pétrole commence en 1977.
Parallèlement à la croissance de l'économie pétrolière, le Qatar se dote d'un système administratif moderne. Le cheikh Ahmad crée le Ministère des Finances en novembre 1960 et l'héritier présomptif Khalifa en devint le ministre. Après cela, cheikh Ahmed crée le Département des finances et de l'administration générales afin de gérer toutes les affaires gouvernementales de nature financière et administrative. En 1967, le département de la Fonction publique est également créé.

### Indépendance du Qatar
L'administration du Qatar commence à prendre forme et le pays opte pour l'indépendance. Après l'annonce par le gouvernement travailliste britannique en janvier 1968 du retrait de l'est de Suez, mettant fin aux traités de protection avec les dirigeants du Golfe, et vu l'incapacité de ces derniers à créer une confédération des neuf états du Golfe, le Qatar forme un cabinet. Le 2 avril 1970, la Constitution provisoire du Qatar est promulguée et le premier Conseil des ministres du pays est constitué le 28 mai 1970. L'indépendance de Qatar en tant qu'État souverain, mettant fin au Traité anglo-qatari de 1916, est déclarée le 3 septembre 1971.

### Vie familiale
Le cheikh Ahmad ben Ali Al Thani avait épousé trois femmes dont l'une était la fille de cheikh Rashid ben Saïd Al Maktum, le souverain de Dubaï. Il a eu neuf enfants, deux filles et sept fils : 
- Cheikh Abdulaziz bin Ahmad Al Thani
- Cheikh Nasser bin Ahmad Al Thani
- Cheikh Hamad bin Ahmad Al Thani
- Cheikh Saud bin Ahmad Al Thani
- Cheikha Hessa bint Ahmed Al Thani
- Cheikh Abdullah bin Ahmad Al Thani
- Cheikh Khalid bin Ahmad Al Thani
- Cheikha Muneera bint Ahmed Al Thani
- Cheikh Mansour bin Ahmad Al Thani